# Горње Плавнице
Горње Плавнице (до 1991. Плавнице Горње) су насељено место у саставу града Бјеловара, у Бјеловарско-билогорској жупанији, Република Хрватска.

## Прошлост
Насеље је 1905. године припадало као село граду Беловару. У политичком погледу било је у саставу политичке општине у Гудовцу, а у црквеном при црквеној општини у Беловару.
У месту "Нове Плавнице" постојала је 1905. године комунална основна школа. Наставу су похађали ђаци из Плавнице, Средице и Хрговљана.

## Становништво
На попису становништва 2011. године, Горње Плавнице су имале 687 становника.

## Попис 1991.
На попису становништва 1991. године, насељено место Плавнице Горње је имало 608 становника, следећег националног састава:
| Попис 1991.‍  | Попис 1991.‍  | Попис 1991.‍ | Попис 1991.‍ | Попис 1991.‍ |
| ------------ | ------------ | ----------- | ----------- | ----------- |
|              |              |             |             |             |
| Хрвати       | Хрвати       |             | 537         | 88,32%      |
| Срби         | Срби         |             | 46          | 7,56%       |
| Југословени  | Југословени  |             | 14          | 2,30%       |
| Мађари       | Мађари       |             | 1           | 0,16%       |
| Муслимани    | Муслимани    |             | 1           | 0,16%       |
| неопредељени | неопредељени |             | 7           | 1,15%       |
| непознато    | непознато    |             | 2           | 0,32%       |
| укупно: 608  |              |             |             |             |